# Egara Tenjin-sha

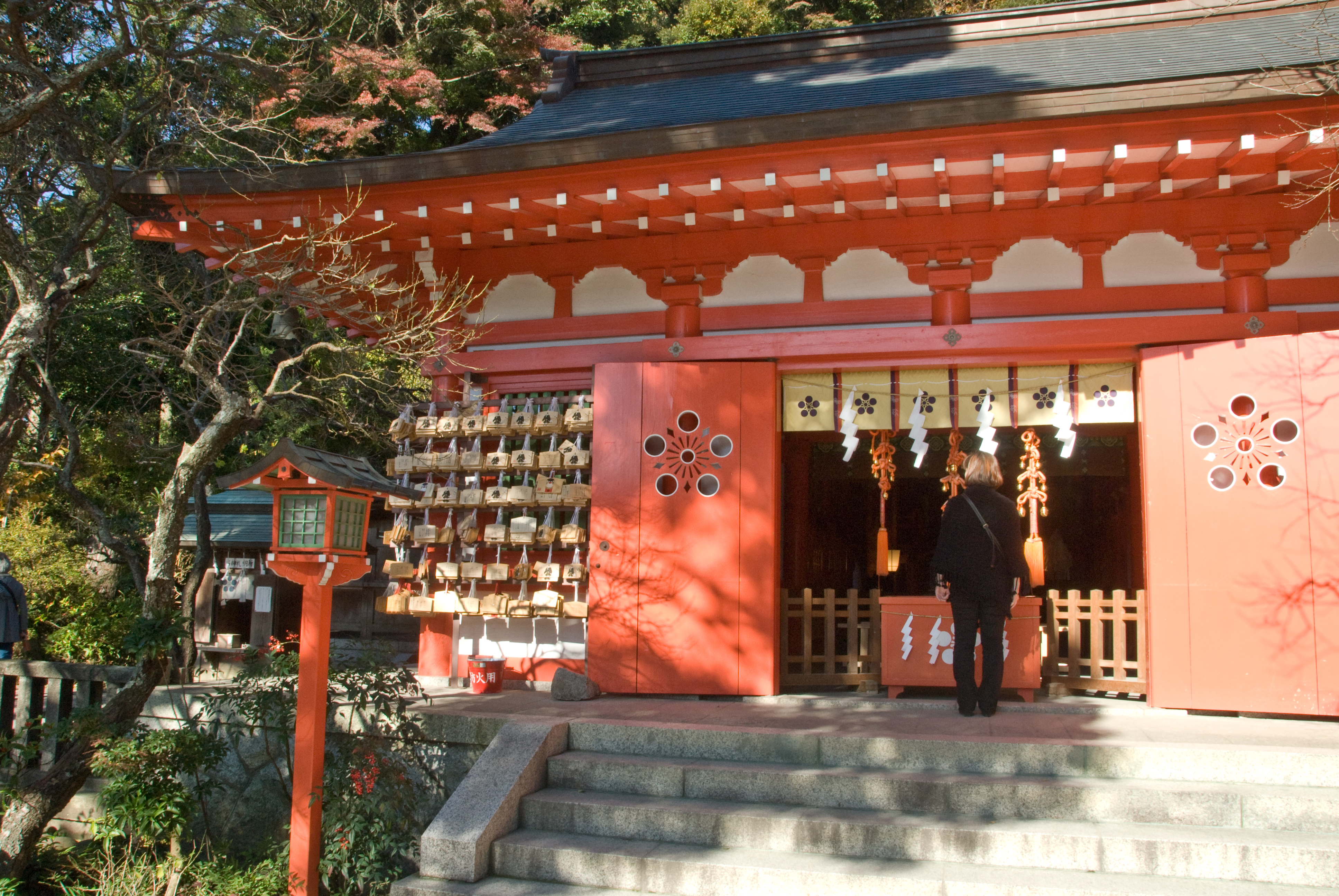
Haiden du Egara Tenjin-sha.

L'Egara Tenjin-sha (荏柄天神社) est un sanctuaire shinto situé à Kamakura. Fondée selon la légende par un prêtre inconnu en 1104, c'est l'une des rares institutions religieuses existantes de la région antérieures à l'arrivée de Minamoto no Yoritomo en 1181. Comme tous les autres sanctuaires Tenjin au Japon, il consacre l'esprit du célèbre érudit et homme politique Sugawara no Michizane sous le nom de Tenjin. Pour cette raison, son kami est considéré être un protecteur de la vie intellectuelle.
Après avoir été injustement envoyé en exil où il meurt, Michizane est déifié et consacré afin d'apaiser son âme qui est en colère. De nombreuses calamités survenues après sa mort valident cette croyance.
Le sanctuaire, décrit il y a un siècle comme étant en « mauvais état » par Iso Mutsu, a été entièrement reconstruit et se compose d'un oratoire (haiden et d'un sacrarium (honden). Les deux sont peints dans la traditionnelle couleur vermillon shinto.